# 在我們的時代裡
《在我们的时代里》（小写标题: in our time）是欧内斯特·海明威的第一本短篇小说集，该书于1925年由纽约的博尼利佛莱特（Boni＆Liveright）出版社发行。其书名源自英文版的《公祷书》：“主啊，请赐予我们的时代以和平”。这本书的出版过程很复杂。它始于艾兹拉·庞德为1923年版的《小评论》编写的6篇短文，海明威又添加了12篇，并在1924年编辑了“在我们的时代”版本 ，并在巴黎付印。除此之外，1925年版还增加了14篇短篇小说，包括他最著名的两篇关于尼克·亚当斯的小说——《印第安人营地》和《大双心河》。他为1930年的版本创作了《士麦那的月牙儿》。
这些故事的主题——疏离、失落、悲伤、分离——延续了海明威早期的短篇创作，包括对战争行为、斗牛和时事的描写。这本合集以其简洁的语言和隐晦的情感描写而闻名，其风格被称为海明威式的“省略”(冰山理论)。根据海明威的传记作者迈克尔·雷诺兹的说法，在海明威的经典著作中，“没有比这更令人困惑的了...... 因为它的几个部分——传记、文学、社论和书目——包含了如此多的矛盾，以至于任何分析都是有瑕疵的。” 
海明威的写作风格引起了人们的注意，文学评论家埃德蒙·威尔逊（Edmund Wilson）称其为“首创新风”  ，1925年版《在我们的时代》被视为海明威的早期杰作之一。 

## 创作背景和出版过程
1918年，海明威19岁时，当时他以红十字会救护车司机的身份被派往意大利前线，不久后，他因迫击炮弹而受了重伤。在接下来的六个月中，他在米兰的一家医院休养，并在那里爱上了护士艾格尼丝·冯·库罗斯基。海明威回到美国后不久，艾格尼丝告诉他，她已与一名意大利军官订婚了。那之后，他便投身了新闻业。 
1921年，海明威与哈德利·理查森（Hadley Richardson）结婚几个月后，他被派往巴黎担任《多伦多星报》的国际记者，报道希土战争以及西班牙和德国的体育赛事。 在巴黎，他结识了格特鲁德·斯泰因、艾兹拉·庞德、斯科特·菲茨杰拉德、詹姆斯·乔伊斯、福特·马多克斯·福特和约翰·多斯·帕索斯，并与庞德建立了相当牢固的友谊。 庞德在文学界颇具影响力，提携了海明威这位年轻作家的文坛地位，他在《诗歌》杂志上刊登了海明威的六首诗。 8月，他请海明威为他正在编辑的现代主义系列作品写上一小卷，比尔·伯德（Bill Bird）会在他的三山出版社发行。庞德设想这些作品是“对现代英语状况的探究”。 庞德的委任使得海明威开始进行小说创作，这对他的作家生涯影响颇深。 

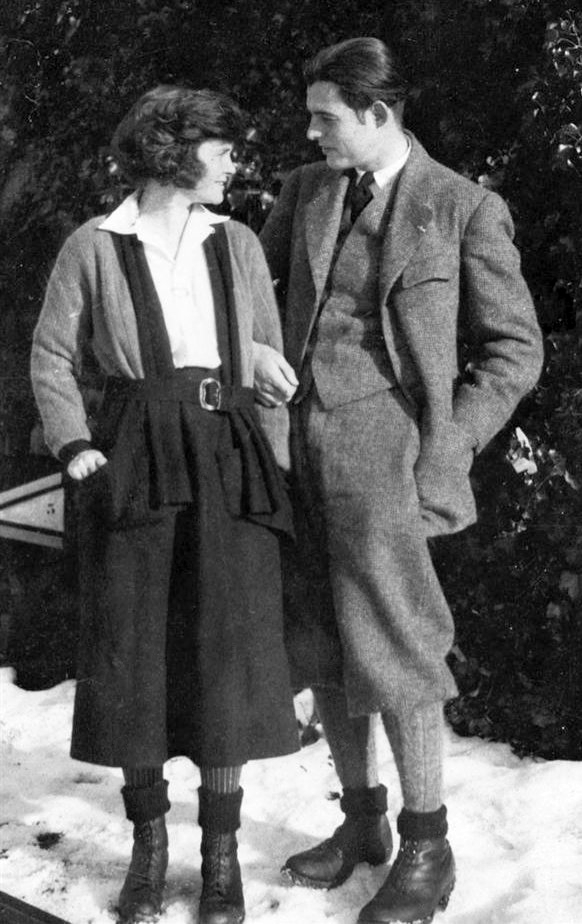
1922年的寒假，海明威和他的妻子哈德利（Hamley）在尚比（蒙特勒）度假

1922年12月2日，海明威几乎所有的早期作品——他少年时期风格尚显稚嫩的小说，包括这些小说的复制本——都不幸丢失。  他被派去报道洛桑会议，身患感冒的哈德利则留在了巴黎。在洛桑，他白天报道会议，晚上和林肯·斯蒂芬斯喝酒侃天。 哈德利在出发去瑞士与海明威会面之前，把他所有手稿装进了手提箱，以便把这些作品展示给斯蒂芬斯看，但这只箱子之后在巴黎里昂火车站被盗。 尽管海明威既生气又沮丧，他还是和哈德利一起去了尚比（蒙特勒）滑雪，并没有悬赏试图找回箱子。 他的一篇早期作品《在密歇根州北部》幸免于难，因为格特鲁德 · 斯坦告诉他那篇小说不适合出版(部分是因为书中描写的色情画面) ，海明威就把它塞进了抽屉里。 
一个月后，他在写给庞德的信中提到: “你自然会说‘好’之类的话……但是请不要对我说。我还没有好到那种程度。”  庞德在回信中指出，海明威只是浪费了“重写你能记住的部分所需要的时间... ... 如果故事的中间部分即表现形式是正确的，那么人们应该能够从记忆中重新组合它…… 如果这个形式本就摇摆不定，不能重塑……那就永远不会是对的。” 批评家们不确定他是否采纳了庞德的建议，重新创作了现有的故事，或者他丢失手提箱后所写的一切都是全新的。 

### 《小评论》
1923年2月，海明威和哈德利游览了意大利。在拉帕洛，他们遇到了庞德。几乎可以肯定，在他们逗留期间，庞德委托了海明威为文学杂志《小评论》撰写一些文章。海明威仍然因惨失作品而感到沮丧，自去年12月以来就没有写过任何东西， 但接到委任后，他慢慢地写了六篇短文，并在3月的截止日期前交给了庞德。 研究海明威的学者米尔顿·科恩（Milton Cohen）认为，在那个时候，海明威就明白他为《小评论》写的文章“对庞德委托撰写的那本书的其余部分有着支配性的影响”。 
这六篇短文字数从75到187字不等，内容都是关于战争和斗牛的。 战争场景的相关叙述来自海明威的朋友——参加过蒙斯战役的埃里克·多尔曼-史密斯的经历。斗牛士的故事则来自他的另一个朋友亨利·斯特拉特。海明威本人亲眼目睹了一些场景，这也启发了他撰写关于希土战争的故事。该系列最后一篇取材于六名希腊内阁部长在六人审判期间被处决的新闻。 
《小评论》的“流亡者”版本计划在春季出版，最终在1923年10月发行，海明威的作品被放在了开头。书中收录了格特鲁德·斯坦、喬治·安塞爾、E·E·卡明斯和让·谷克多的作品。海明威的作品题为《在我们的时代里》，暗示了一种联系紧密的凝聚力。 

### “在我们的时代里”
1923年6月，海明威带着哈德利，与罗伯特·麦卡蒙（Robert McAlmon）和伯德一道去了西班牙，在那里他首次观看了斗牛，产生了新的创作灵感。 在那年夏季，他写了五篇新的短文(即第12-16章)，全都是关于斗牛的。最后两篇短文在他八月份回到巴黎时也完成了 。正是这个夏天，海明威在写第7至11章时磨练出了新的叙事技巧。 8月，他向庞德报告自己的进度：他即将开始写最后两篇文章(即第17章和第18章)， 并按照庞德的建议进行了修改，把手稿寄给了比尔·伯德。然后，他带着哈德利(她当时怀着他们的第一个孩子)离开了巴黎，前往多伦多。 当伯德完成这本书的发行时，海明威正住在那儿。 

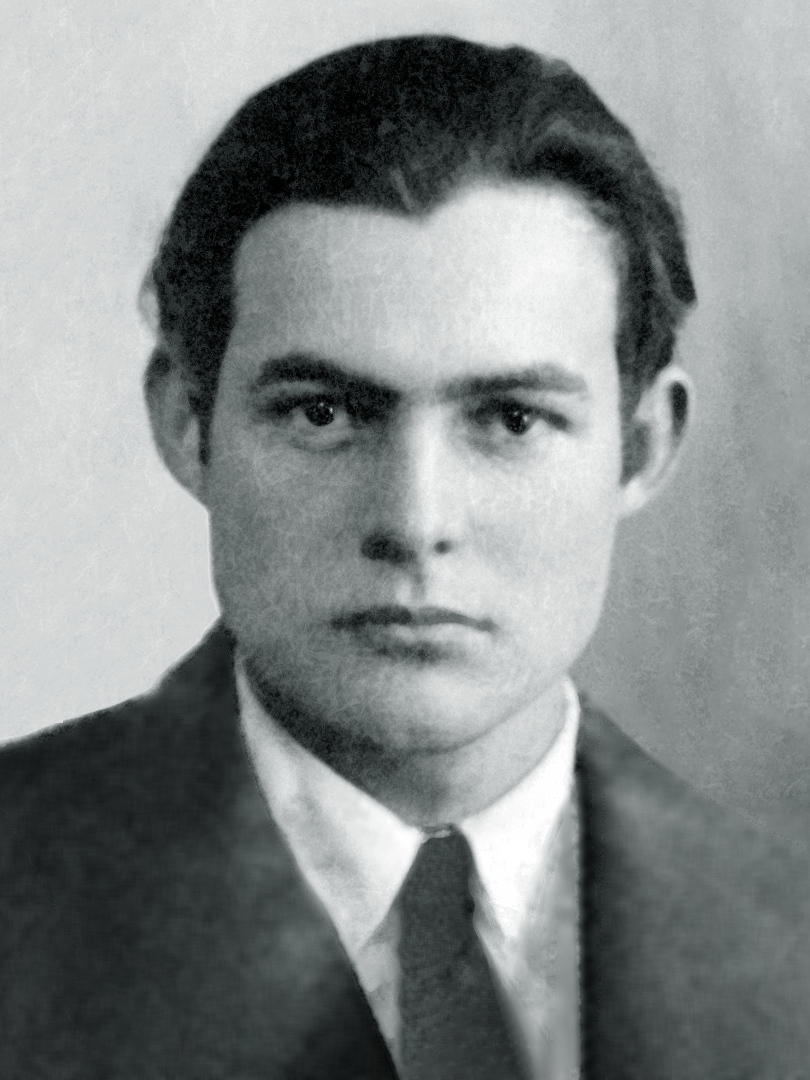
海明威1923年的护照照片

他提交给伯德的作品一开始没有命名(庞德称之为“空白”) 。 后来出自《公祷书》的“在我们的时代里”（in our time）被选中作为标题。伯德用手工纸把这本书印在手动印刷机上，告诉海明威: “我要把你的书做出非常奇特的感觉。” 这本书有18个短篇 ，只有31页; 每一页都有大量的空白，突出了散文的简洁。按照科恩的说法：“视觉转换的突然性增强了叙事行文的鲁莽性，暴力的震撼性，以及冷酷且平实的叙述语气”。 这本书的介绍是不循常规的，全书使用小写字母，没有引号。 当美国编辑质疑标题中使用小写字母时，海明威也说这可能会被视为“愚蠢和做作”。 
伯德为其设计了独特的书套——一个用四种语言拼贴的报纸文章——以突出这些短文带有新闻的感觉。 卷首是作者的木刻肖像，但在印刷过程中墨水流到了下一页，毁掉了一半以上的印数，因此300本印刷品中只有170本准允出售。其余的则寄给了评论家和朋友们。 

### 《在我们的时代里》
一年后，海明威回到巴黎，在那里他写出了一些最为出彩的短篇小说，并告诉斯科特·菲茨杰拉德，在新的作品中，《印第安人营地》和《大双心河》更胜一筹。 在接下来的六个月里，根据评论家杰克逊·本森（Jackson Benson）的说法，这是海明威最富有成效的时期之一，他写了八篇短文。 这些故事与早期的短文结合在一起，并于年底递送给了纽约的波尼与李佛莱特出版社。  三月份，他在奥地利的施伦斯收到了作品的验收电报和100美元的稿酬预付款，这笔款项是用以委托他的下两本书。紧接着，他收到了斯克里布纳出版社的马克斯·帕金斯的一封信，此人读过伯德的巴黎版，认为它缺乏市场吸引力，并询问这位年轻的作家是否有故事来充实这部小说集。在回信中，海明威解释说他已经与波尼与李佛莱特出版社签订了合同。 当他收到这本书的合同时，博尼和利弗莱特出版社要求将《在密歇根州北部》从集子中删去，因为出版社方担心这本书可能会受到审查; 作为回应，海明威写了《斗士》来取代那篇故事。 
1925年的纽约版收录了十四篇短文，与章节开头的随笔交织在一起，成为“交互的章节”。  博尼和李佛莱特出版社于1925年10月5日出版了这本书 ，共印刷了1335本，每本售价2美元， 这一版本共经历了四次重印 。这家公司设计了一款类似于巴黎版的新潮书套，并取得了福特·马多克斯·福特、吉尔伯特·塞尔德斯、约翰·多斯·帕索斯以及唐纳德·奥登·斯图尔特的广告代言。出版社声称其在法国出版的作品拥有美国版权。 
海明威对出版商的营销工作感到失望， 12月，他向波尼与李佛莱特出版社抱怨他们对这本书的对待方式，理由是缺乏广告宣传，他觉得他们本可以有“两万美元的销售额”，自己本应要求预付1000美元。 后来他终止了与这家出版社的合同，第二年与马克斯·帕金斯在斯克里布纳公司签约。 斯克里布纳公司从波尼与李佛莱特出版社购买了版权，并于1930年10月24日发行了第二版美国版，其中有一版再版。  斯克里布纳出版社的版本包括埃德蒙·威尔逊的序言和海明威的“作者自序”，后者在1938年出版的《第五纵队与四十九个故事》中被重新命名为《士麦那的月牙儿》。  1955年《在我们的时代里》再版时，《士麦那的月牙儿》取代了《印第安人营地》成为开篇第一个故事。

## 篇章结构
这部集子是否结构统一是海明威评论家们争论的焦点。根据雷诺兹的说法，其应该“被解读为任何年轻作家写作生涯中可以预见的一步”，而这些作品则被视为“离散的单元”。 不过他也承认，海明威的一些自述以及小说本身结构的复杂性表明，集子和短文本就是一个相互关联的整体。 1923年8月，海明威在给庞德的一封信中告诉他，他已经完成了全套的18篇短文，并解释说， “当一起读它们时，这些短文都会联系在一起……牛市开始，然后再次出现，直至结束。战争就像以前一样无疑且高傲地开始了……硝烟越来越近，越来越模糊，当士兵归家收获乡民们的掌声时，战争终于结束了。” 他继续说到，“在我们的时代”，“一切都很好”。  1924年10月18日，海明威写信给埃德蒙·威尔逊，“我终于完成了这本有14个故事的集子，每个故事之间都有一章‘在我们的时代里’—— 这是它们注定的路径——以便于在深入挖掘故事之前先给出整体的图景。”
本森指出，海明威创作的所有小说都包含在这本集子里，故事和短文之间的联系实际上是脆弱的，且庞德对于最终作品的编辑成书也有影响。 本森称这部作品为“恐怖的散文诗”，在其中试图寻找联系是毫无意义的。 相反，琳达·瓦格纳-马丁（Linda Wagner-Martin）认为，正是恐怖且阴郁的冷酷基调将各个片段统一起来。 早期的一位评论家大卫·赫伯特·劳伦斯称它是一部“支离破碎的小说”。

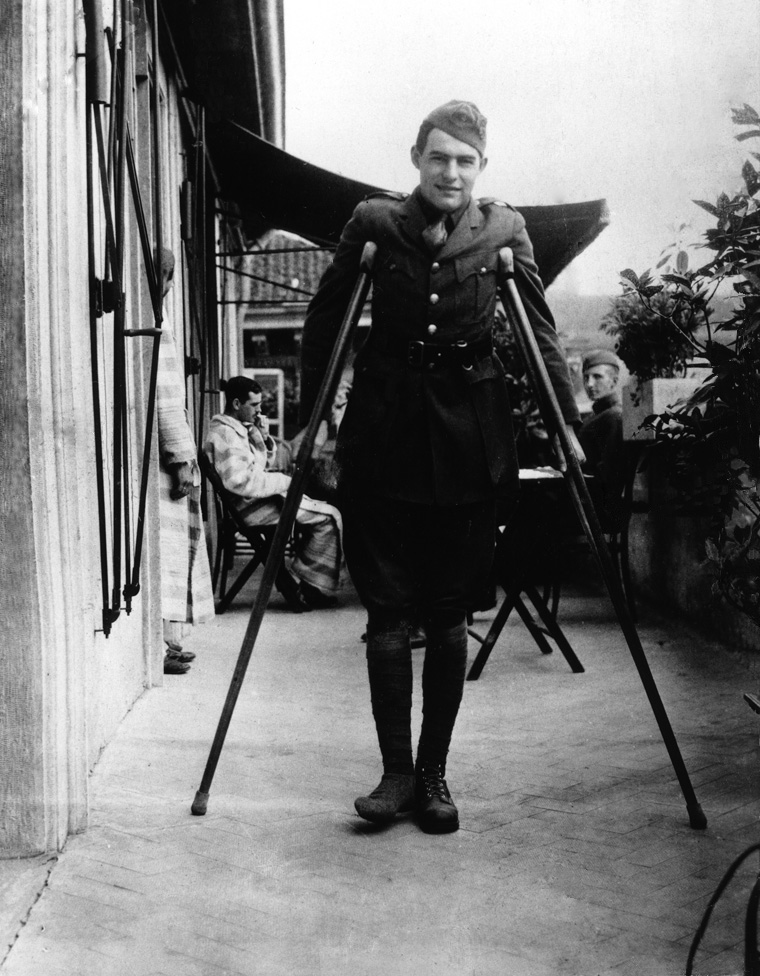
欧内斯特·海明威（Ernest Hemingway），摄于1918年米兰的一家医院。这位当时19岁的作家因在一战中被弹片炸伤而在医院休养。

海明威学者温道林·泰洛（Wendolyn Tetlow）表示，从一开始，这本集子就以一种极具节奏和抒情意味的统一风格写成，让人想起庞德的《休·塞尔温·莫伯利》（ Hugh Selwyn Mauberley）和艾略特的《荒原》。1925年的版本延续了其精心制作的系列，从尼克·亚当斯的前五部小说开始，这些故事都是关于暴力和厄运，空洞的人际关系，以及缺乏自我意识的角色。 前两个故事，《印第安人营地》和《医生和医生的妻子》，可以解读成一组对比，其中的失落、愤怒和邪恶被忽视和压抑。《某事终结》和《三日打击》也是一组对列；第一次尼克和女友分手，第二次他喝醉了，否认这段关系已经结束，并试图说服自己一切都会好起来。这种自我欺骗的状态在第五个故事《斗士》中依然存在着;面对暴力，尼克尚未察觉自己正处于危险之中。 泰特洛认为，这是一部关于背叛和伤害的“非常短的故事”，其结尾体现了海明威“最痛苦的失落和幻灭之感”。人物以其坚强内心、坚忍意志和旷达态度直面失落;他们在之后的故事中重建内心秩序， 在逐步接受生活的徒劳和痛苦时获得了自我意识。 该系列以《大双心河》结束，尼克在这幅画中找寻到了安宁，甚至是孤独中的幸福。瓦格纳·马丁（Wagner-Martin）指出：“回想起来，正是这种本质上的宁静加剧了之前作品中的紧张和悲伤。” 
另一位研究海明威的学者吉姆·贝隆（Jim Berloon）与泰特洛 意见不同，他认为这本集子里唯独可称作“统一”之处是语调和风格上的相似，以及尼克·亚当斯角色的反复出现。尽管第一篇短文有一个关于战争的共同线索，但每一篇都有自己明确的框架，这就削弱了任何结构统一的可能性。 他谴责战争，认为海明威很难连贯地描述战争，“这场战争太庞大，太可怕，给人类精神带来毁灭性的摧残，以至于作者也无法一览战争的全貌”。 相反，他认为海明威写的是片段，“对地狱的零星一瞥……就像战争的残骸被夜里爆炸的炮弹照亮。” 1924年版本中出现的结构不见于后来的成书，因为这些短篇故事似乎章节间没有任何关系，打破了之前精心构建的顺序。 这种失衡感被强化了，因为这关乎无名士兵，也关乎某些代指和不知缘由的伤口。人物随着场景的变换而悄然发生着改变，或是在危机四伏的战场上，或者在芝加哥出租车上的一次艳遇中。
评论家哈格曼（E.R. Hageman）指出，在1924版《在我们的时代里》中，那些短文是按时间顺序排列的，跨度是从1914年到1923年的十年间，这是经过深思熟虑的安排。第一次世界大战及其后果是“他那一代人的经历，是把他的同龄人和长辈扔进坟墓、弹坑、医院和绞刑架。这些都是‘在我们的时代’，海明威一直在呼喊着，他或言重大，或言微小。” 

## 故事主题

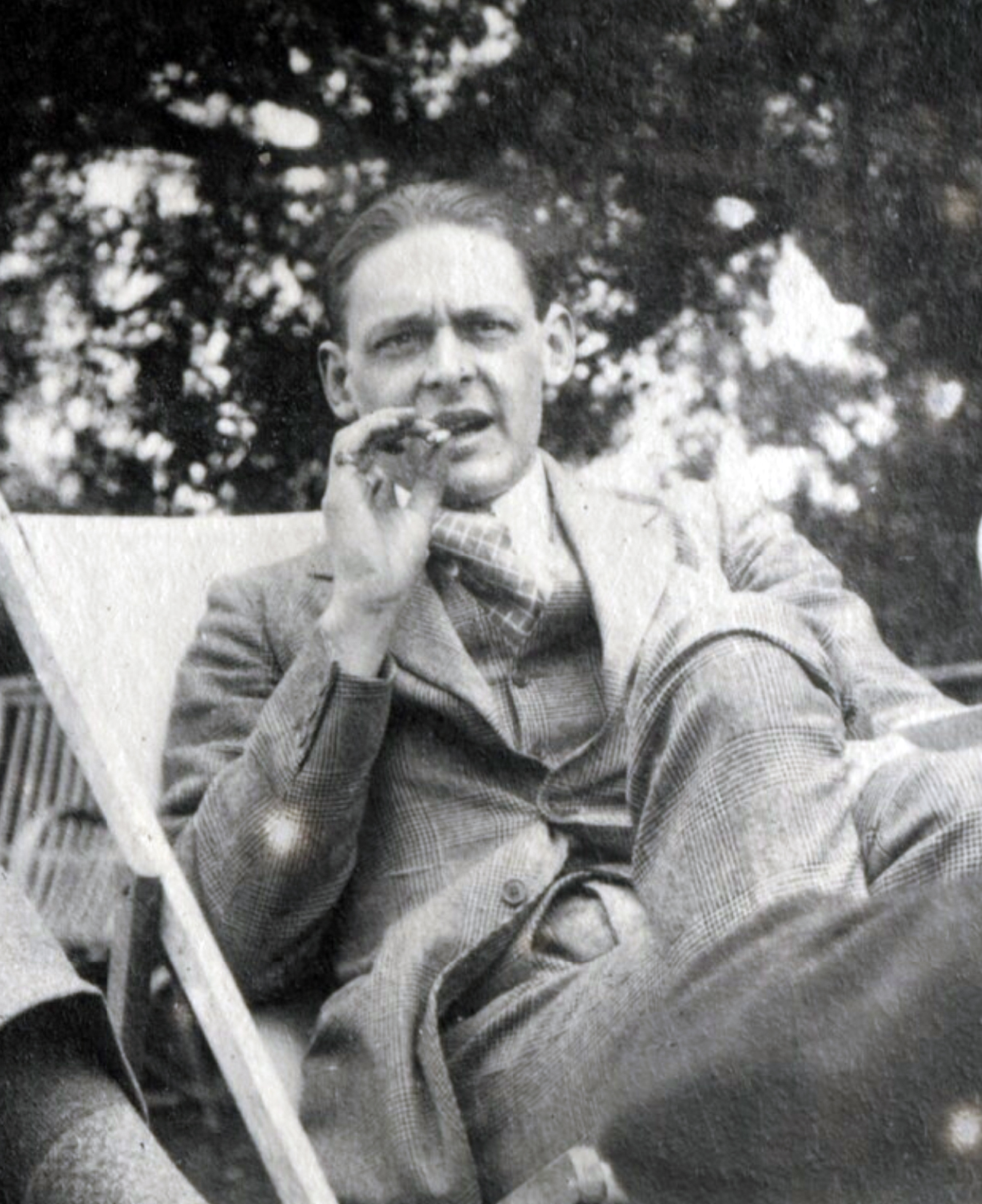
艾略特，摄于1923年，他对于海明威文风有着极大影响

关于这些故事的主题，海明威在他的整个写作生涯中也时有回顾。他写到了成人仪式、早恋、婚姻问题、对家庭关系的失望以及男性伙伴关系的重要性。 这部集子让人联想到一个充满暴力和战争、苦难和处决的世界;这是一个缺乏浪漫色彩的世界，甚至连“斗牛篇中的英雄”都不由作呕。 海明威的20世纪初是一个“反季”，战争、死亡和纠结、不满足的关系占据了整个时代。 现代社会的异化在《反季》一篇中尤为明显，这与艾略特的《荒原》有相似之处。 艾略特的“荒原”主题贯穿于海明威的大部分早期小说，但在《太阳照常升起》 （1926年）和《永别了，武器》 （1929年）中最为引人注目。海明威借用了艾略特的惯用手法，即使用意象来唤起感觉。  本森把海明威和艾略特之间的相似之处归因于庞德，因为这两位的作品都是由庞德编辑的。 
中心情景和主题频繁再现，最明显的是生与死的并置。有一些反复出现的意象，例如水和黑暗——指代安全之地。 本森指出，在阅读了最初的几篇短文和故事后，读者们“意识到我们实则身处地狱”。海明威的笔下幻化出了这样一个世界:“弱者被强者无情剥削，且……生命的所有功能…只有许诺痛苦。” 
梅洛（Mellow）写道 ，海明威的半自传体人物尼克· 亚当斯“对海明威的写作生涯意义重大”，尼克的性格养成侧面反映了海明威的生活经历。 在第一个故事《印第安人营地》中，尼克还是孩童，这是海明威影射自身经历的另一个自我。 评论家霍华德·汉纳姆（Howard Hannum）认为，海明威在《印第安人营地》中描绘的出生创伤和自杀情结构成了一个主旋律，为他的尼克·亚当斯系列小说提供了一个统一的框架。 紧随其后的是《医生和医生的妻子》，梅洛斯认为这本书带着一种“敌意和屈从”的感觉，并罕见地揭开了海明威的童年一角。在故事中，12岁的尼克尽力躲避他暴躁易怒且滥用暴力的父亲;他的母亲是一位信奉基督教的科学家，为人疏离又孤僻，常在卧室里静读《科学与健康》。 
作为结尾也是高潮部分，《大双心河》详细讲述了尼克从战争中归来的故事。 在这篇中，尼克醒悟过来，他总是把自我需求抛诸脑后。黛布拉·莫德莫格（Debra Moddelmog）强调了所有关于尼克的故事线，以及集子中的其他大部分，都是关于“逃离痛苦”的。 她认为，格特鲁德·斯坦对于“迷惘的一代”的定义适用于《在我们的时代里》，也适用于《太阳照常升起》;她说到，“尼克似乎认为，那些最值得拥有和关心的东西——生命、爱情、理想、伴侣、和平、自由——迟早都会失去，他不知道该如何应对这种命定的失落，除了通过讽刺、痛语，有时还有一厢情愿的憧憬。” 在最后一个故事中，他学会了接受失去朋友的事实，承认了“过去几年里他经历过的所有失去，以及同样重要的是，他已经预料到的那些失去。” 

## 行文风格
传记作家梅洛认为，《在我们的时代里》是海明威最具试验性的著作，尤其是其不同寻常的叙事形式。 这些短文并未遵循传统意义上的叙述顺序;而是从中间开始。 不断变化的观点和叙述视角掩盖了实为自传的一些细节。 
庞德教会海明威如何有保留地进行写作。 庞德写信告诉他:“任何置于主题之上的东西都是不佳的……即使没有刻意遮盖，这个主题本身也很有趣。” 海明威在《流动的飨宴》（在他身后发表于1964年）中写道：“如果我开始精心编写，就如一个人展示或者介绍事物，我发觉自己可以减少或斩除旁枝末节, 就从写的第一个真正的简单陈述句开始。”  《在我们的时代里》是海明威在其试验阶段写的，这是他对于极简文风的首次尝试。 本森解释说，《印第安人营地》和《大双心河》的行文比其他故事更尖锐和抽象，海明威通过运用简单的句子和用词——这是他在报刊写作时学到的技巧——使得其行文具有一种类比神话般的永恒品质。 紧凑的句子结构模仿且反映了庞德的意象主义风格，并将庞德在1913年以《在地铁车站》等诗歌确立的简约风格引入小说叙事。托马斯·斯特里查奇将海明威的小说行文比作庞德的诗歌写作:“海明威的简洁冷峻、双唇紧闭、紧紧缠绕的小说片段同样具有非凡的戏剧张力。” 
第一篇短文中，一旅醉醺醺的士兵向香巴尼进发，这种战弦紧绷的风格便已露初迹。海明威极其轻描淡写地提到了第二次香尼巴战役，这是一场从1915年9月持续到12月25日的进攻，12万名法国士兵在头三周内阵亡:

每个人都喝醉了。在黑暗中沿路行进时，所有人都醉意昏沉。我们要去香尼巴。中尉骑着马到田野里，嘴里嘟囔着:“我告诉你，我喝醉了，老兄。噢，我烂醉如泥。”我们在路上摸黑走了一夜，副官骑着马来到我的炕位旁，命令道:“把火扑灭。它很危险。你得一直监看着。”我们离前线还有五十公里，但副官担心我这里的火苗。沿着那条路走很有意思。那时候我还是个下士。
——欧内斯特·海明威，节选自《在我们的时代里》第一章
“我们在蒙斯的花园中，”短文开篇同样低调；叙述者写道:“我看到的第一个德国人爬上了花园的围墙。我们等他把一条腿伸过去，就把他打死了。他……看起来十分难以置信。” 根据斯特里查奇的说法，这种描述重现了情景，口吻冷酷，逻辑扭曲。 
这些都为微型小说(即没有不必要的描述细节的简明小说)树立了典范。海明威在《流动的飨宴》中写道，1924年的《反季》是他运用遗漏理论（即冰山理论）的第一个故事。他解释说，自己遗漏了一些核心部分的叙述，这正是他早期小说中最为出彩之处，比如《大双心河》并未着墨于战争。 正如卡洛斯·贝克（Carlos Baker）所描述的那样，坚硬的事实浮于水面上，而支撑结构，包括象征意义，则运行在视线之外。 海明威在《午后的死亡》的前言中写道，作家可以选择故事中要包括的和要省略的内容。
如果一个短篇小说作家对他所写的东西足够了解，他可能会故意遗漏一些他所知道的事实，而如果作者写得足够真实，读者也能察觉到这些草蛇灰线，就像作者已经把它们写出来了一样。冰山移动的高妙之处在于只有八分之一的部分露出水面。一个作家因为不知道而省略某些东西，只会让自己的文章徒留空洞。
——欧内斯特·海明威，《午后的死亡》